# Edward Albert Chapin
Edward Albert Chapin (ur. 4 stycznia 1894 w Springfield, zm. 13 maja 1969 w West Medway) – amerykański entomolog, specjalizujący się w koleopterologii.

## Życiorys
Jego ojciec był chirurgiem, praktykującym lekarzem i botanikiem-amatorem. Jego sąsiadem był entomolog George Dimmock. Pod ich wpływem Edward od dzieciństwa wykazywał zainteresowanie naukami przyrodniczymi, zwłaszcza owadami.
Uczęszczał do szkoły w Springfield. Stopień B.Sc. zdobył w 1916 roku na Uniwersytecie Yale. W 1917 roku otrzymał stopień magistra na Massachusetts State University w Amherst. W latach 1917–1920 pracował w Bureau of Biological Survey, a w latach 1920–1926 w Bureau of Animal Industry Departamentu Rolnictwa Stanów Zjednoczonych. W 1926 roku zdobył tytuł doktora na Uniwersytecie Jerzego Waszyngtona w Waszyngtonie. W latach 1926–1934 zatrudniony był w Bureau of Entomology wspomnianego departamentu jako specjalista od taksonomii chrząszczy. Również w 1926 roku zaczął pracę w dziale owadów United States National Museum. Od 1934 roku do odejścia na emeryturę w 1954 roku zatrudniony był jako kurator tego działu.
Po odejściu na emeryturę przeprowadził się do kupionego dwa lata wcześniej domu w West Medway. Kontynuował jeszcze długi czas działalność naukową, współpracując z Muzeum Zoologii Porównawczej Uniwersytetu Harvarda. Jego stan zdrowia pogarszać zaczął się po siedemdziesiątce. W maju 1969 roku przewrócił się w trakcie pożaru traw, stracił przytomność, doznał poważnych poparzeń i zmarł po transporcie do placówki medycznej.
Jego żoną była Clara, z domu Cutler, którą poślubił w 1918 roku.

## Praca naukowa
Chapin jest autorem ponad 70 publikacji naukowych. Specjalizował się w taksonomii i systematyce chrząszczy, zwłaszcza z rodzin biedronkowatych, przekraskowatych i poświętnikowatych. Opisał liczne nowe dla nauki taksony. Brał udział w wyprawach naukowych, m.in. na Jamajkę, do Chile i dwukrotnie do Kolumbii.

## Wyróżnienie i upamiętnienie
Otrzymał tytuł honorowego entomologa od rządu kolumbijskiego oraz honorowe członkostwo w Sociedad Chilena de Entomología i Academia Colombiana de Ciencias Exactas.
Na jego cześć nazwano m.in. rodzaj Chapinaria oraz gatunki: Hyperaspis chapini, Serangium chapini, Toxotoma chapini i Uniparodentata chapini.